# Bailey Jay
Bailey Jay (Richmond, Virginia, 5 november 1988) is een Amerikaanse transseksuele pornoactrice.

## Carrière
Jay begon in 2010 haar carrière als pornoactrice en in hetzelfde jaar begon ze, met haar man fotograaf Matthew Terhune, haar podcastuitzendingen waarin ze onder meer transseksualiteit bespreekt. Jay won twee jaar op rij (in 2011 en 2012) AVN Awards voor Transsexual Performer of the Year. In 2012 zong Jay het lied "You're Getting Lucky Tonight" dat ze op single uitbracht. In 2014 had Jay vier gastoptredens in The Jim Norton Show en was ze te zien in The Approval Matrix. In 2015 was Jay te zien in de aflevering "Last Fuckable Day" van Inside Amy Schumer met Amy Schumer.

## Filmografie
- 2010: Bailey Jay is Line Trap
- 2010: Cvrbongirl
- 2010: Next She-Male Idol 2
- 2010: She Male XTC 7
- 2010: She-Male Idol: The Auditions 2
- 2011: Next She-Male Idol 3
- 2011: She-Male Police 1
- 2011: She-Male Police 2
- 2011: Transsexual Superstars: Bailey Jay
- 2013: Bailey Experience
- 2015: Trans Lesbians

## Prijzen en nominaties

### Awards
- 2010 Transgender Erotica Award winnares – Best Solo Model[1]
- 2011 AVN Award winnares – Transsexual Performer of the Year[2]
- 2012 AVN Award winnares – Transsexual Performer of the Year[3]
- 2011 XBIZ Award nominatie – Transsexual Performer of the Year[4]
- 2012 XBIZ Award nominatie – Transsexual Performer of the Year[5]
- 2016 AVN Award winnares – Favorite Trans Performer (Fan award)[6]